# Ali Yigit
Ali Yigit (* 2. August 1965 in Istanbul) ist ein türkischstämmiger Fernseh- und Hörfunkmoderator aus Berlin. 1973 kam er als Kind nach Berlin und hat dort Sozialpädagogik studiert.
Neben seinen Tätigkeiten als Sozialpädagoge war Ali Yigit von 1985 bis 1999 als Schauspieler an verschiedenen Berliner Theatern tätig: Von 1985 bis 1996 am deutsch-türkischen Theater Kulis, von 1996 bis 2000 am Tiyatrom und von 1998 bis 1999 am Theater am Kurfürstendamm.
Bekannt wurde Ali Yigit als Moderator des Morgenprogramms des Senders Metropol FM, für den er von 1999  bis 2005 arbeitete. Er machte Spots mit dem Maskottchen „Mausçuk“ („Mäuschen“) und Telefonspäße, in denen er Missverständnisse zwischen Deutschen und Türken aufgriff.
2005 bis 2006 hat Ali Yigit für das deutsch türkische Fernsehen eine von ihm produzierte Talkshow bei TD1 mit dem Namen Konuşkan moderiert.  Seit Mai 2007 moderiert er die Sendung Hayranim Sana beim türkischsprachigen Sender Show Türk. Sie wird in Berlin bei Globe City Studios aufgezeichnet und ist eine Talkshow, in der Sänger und Künstler aus der Türkei mit einem ihrer Fans im Studio zusammengebracht werden.
Seit Anfang September 2008 moderiert Yigit bei Show Türk die Auto-Talkshow VIP Dolmus („VIP-Sammeltaxi“). Yigit holt als Fahrer und Moderator deutsch-türkische Prominente von zu Hause ab und begleitet sie zur Arbeit.
Zurzeit spielt er in der Türkei kleinere Nebenrollen in türkischen Serien-Filmen mit. Wie z. B. in „Ask ve Ceza“ (Die Liebe und die Bestrafung).